# الیاس چوارف
الیاس چوارف (انگلیسی: Ilyas Chouaref؛ زادهٔ ۱۰ دسامبر ۲۰۰۰) بازیکن فوتبال است.
وی همچنین در تیم ملی فوتبال زیر ۱۹ سال فرانسه بازی کرده‌است.